# 小红山站 (宁夏回族自治区)
小红山站是位于宁夏回族自治区中卫市沙坡头区小红山村的一个铁路车站，邮政编码751703。车站建于1958年，有包兰铁路经过该站，现仅办理货运，不办理客运业务，车站及其上下行区间均为电气化区段。车站距离包头站755公里，隶属中国铁路兰州局集团，是四等站。